# Maurice Druon
Maurice Druon (Parigi, 23 aprile 1918 – Parigi, 14 aprile 2009) è stato uno scrittore francese, membro dell'Académie française, nella quale ha occupato per quindicesimo il seggio numero 30.

## Biografia
Era nipote dello scrittore Joseph Kessel, con il quale scrisse lo Chant des Partisans, che, con una musica di Anna Marly, fu usato come inno della Resistenza francese durante la seconda guerra mondiale.

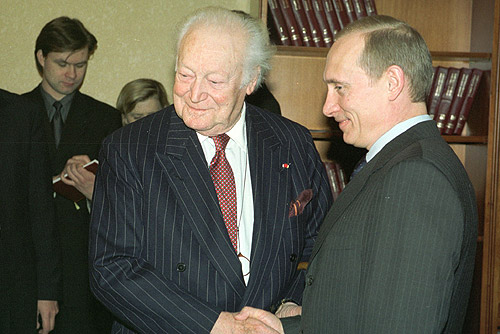
Maurice Druon e Vladimir Putin a Mosca, il 16 gennaio 2003

### Carriera
Nel 1948 vinse il Prix Goncourt con il romanzo Les grandes familles. Fu eletto all'Académie française l'8 dicembre 1966, subentrando al defunto Georges Duhamel. La sua notorietà è dovuta principalmente alla serie di sette romanzi storici pubblicata negli anni cinquanta del XX secolo con il titolo Les Rois Maudits (I re maledetti).
Dal 1973 al 1974 fu ministro della Cultura nel secondo governo di Pierre Messmer. Dal 1978 al 1981 fu deputato di Parigi nelle liste di Rassemblement pour la République.
Il suo libro “Le Roi de fer” è uno dei romanzi storici preferiti da George R. R. Martin, che ha anche curato l’edizione inglese del libro. 

### Morte
Morì all'età di 90 anni il 14 aprile 2009 a Parigi.

## Opere
- Mégarée (1942)
- Le Sonneur de bien aller (1943 — novella)
- Préface d'un chameau en pyjame (1943)
- Le Chant des Partisans (con Joseph Kessel, 1943)
- Lettres d'un Européen, essai (1944)
- La Dernière Brigade, roman (1946)
- Ithaque délivrée, poème dramatique traduit de l'anglais; d'après The Rescue d'Edward Sackville-West (1947)
- Les Grandes Familles (1948)
- La Chute des corps (Les Grandes Familles, II, 1950)
- Rendez-vous aux enfers (Les Grandes Familles, III, 1951)
- Remarques (1952)
- Un voyageur, comédie en un acte, au répertoire de la Comédie française (1953)
- Le Coup de grâce, mélodrame en trois actes (con Joseph Kessel, 1953)
- La Volupté d'être, roman (1954)
- Le Roi de fer (Les Rois maudits, I, 1955)
- La Reine étranglée (Les Rois maudits, II, 1955)
- Les Poisons de la couronne (Les Rois maudits, III, 1956)
- L'Hôtel de Mondez, nouvelle (1956)
- La Loi des mâles (Les Rois maudits, IV, 1957)
- Tistou les pouces verts (1957)
- Alexandre le Grand (1958)
- La Louve de France (Les Rois maudits, V, 1959)
- Le Lis et le Lion (Les Rois maudits, VI, 1960)
- Des Seigneurs de la plaine à l'hôtel de Mondez (1962 — serie di romanzi brevi)
- Théâtre — Mégarée, Un voyageur, La Contessa (1962)
- Les Mémoires de Zeus (1963)
- Bernard Buffet, essai (1964 — saggio)

- Paris, de César à Saint Louis (1964 — saggio storico)
- Le Pouvoir, notes et maximes (1965)
- Les Tambours de la mémoire (1965)
- Les Rois maudits, roman historique (6 volumi, 1966)
- Les Mémoires de Zeus, II, roman historique (1967)
- Le Bonheur des uns, nouvelles (1967)
- Vézelay, colline éternelle (1968)
- L'Avenir en désarroi, essai (1968)
- Grandeur et signification de Leningrad (1968)
- Lettres d'un Européen et Nouvelles Lettres d'un Européen, 1943-1970 (1970 — saggio)
- Splendeur provençale (1970)
- Une Église qui se trompe de siècle (1972)
- La Parole et le Pouvoir (1974)
- Œuvres complètes (25 volumi di inediti, 1977)
- Quand un Roi perd la France (Les Rois maudits, VII, 1977)
- Attention la France! (1981)
- Réformer la démocratie (1982)
- La Culture et l'État (1985)
- Vézelay, colline éternelle, nouvelle édition (1987)
- Lettre aux Français sur leur langue et leur âme (1994)
- Circonstances (1997)
- Circonstances politiques, 1954–1974 (1998)
- Le bon français (1999)
- Circonstances politiques II, 1974 – 1998 (1999)
- La France aux ordres d'un cadavre (2000)
- Ordonnances pour un État malade (2002)
- Le Franc-parler (2003)
- Mémoires. L'aurore vient du fond du ciel (2006)
- Les mémoires de Zeus (2007)